# More Than You Think You Are
More Than You Think You Are è il terzo album della rock band statunitense Matchbox Twenty. Anche se non ha avuto il successo commerciale dei due precedenti dischi della band, Yourself or Someone Like You e Mad Season, ha goduto di molti passaggi in radio e prodotto tre singoli consecutivi negli Stati Uniti. Inoltre è stato il loro ultimo album con il chitarrista Adam Gaynor, che ha lasciato la band nel 2005.

## Tracce
1. Feel – 3:20 (Kyle Cook, Paul Doucette, Rob Thomas)
2. Disease – 3:43 (Mick Jagger, Rob Thomas)
3. Bright Lights – 3:54 (Rob Thomas)
4. Unwell – 3:48 (Rob Thomas)
5. Cold – 3:15 (Matt Serletic, Rob Thomas)
6. All I Need – 3:41 (Rob Thomas)
7. Hand Me Down – 5:02 (Rob Thomas)
8. Could I Be You? – 3:43 (Paul Doucette)
9. Downfall – 4:07 (Matt Serletic, Rob Thomas)
10. Soul – 4:34 (Kyle Cook, Paul Doucette, Rob Thomas)
11. You're So Real – 3:01 (Rob Thomas)
12. The Difference – 4:11 (Rob Thomas)